# Polina Astachova

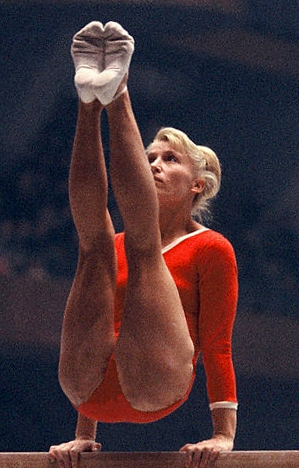
Polina Astachova under tävlingen i barren i Sommar-OS 1964

Polina Astachova, född 30 oktober 1936, död 5 augusti 2005, var en ukrainsk gymnast. Hon tävlade för Sovjetunionen i Sommar-OS 1956, 1960 och 1964 där hon vann totalt tio medaljer. Efter att hon lade karriären på hyllan arbetade Astachova från 1972 till sin död som coach för Ukrainas landslag i gymnastik. År 2002 fick Astachova en plats i  International Gymnastics Hall of Fame för sina insatser för sporten. Hon fick smeknamnet The Russian Birch av internationella journalister under sin medverkan i Sommar-OS och även namnet Madonna för sin graciösa stil i gymnastik tävlingar.